# Massacre antijueva de 1391
La massacre de 1391, també coneguda com els pogroms de 1391, fa referència a una onada assassina de violència massiva comesa contra els jueus pel poble catòlic als regnes de Castella i Aragó, l'any 1391, durant el període de regència entre els regnats de Joan I de Castella i el seu successor, Enric III de Castella. Va ser un dels brots de violència més letals contra els jueus de la història medieval europea. La violència antijueva semblant als pogroms russos va continuarfins acabar la " Reconquesta ", culminant amb l'expulsió dels jueus d'Espanya el 1492. La primera onada del 1391, però, va marcar l'extrem d'aquesta violència.
Després de les massacres, els jueus van començar a convertir-se en massa al catolicisme romà a tota la Península Ibèrica, donant lloc a una població substancial de conversos coneguts com a marranos. Aleshores, els catòlics van començar a acusar , amb o sense justificació, els conversos de mantenir en secret les pràctiques jueves, i, per tant, de soscavar la naixent identitat nacional del nou regne unit, que finalment van portar a la seva expulsió per decret reial dels " Reis Catòlics " Ferran i Isabel. de Castella i Lleó el 1492.

## Història dels jueus a Espanya fins al 1391
Les primeres evidències arqueològiques d'una presència jueva a Ibèria consisteixen en un testimoni del segle II d.C.. làpida trobada a Mèrida.  Els jueus poden haver arribat per primera vegada a la Península molt abans com a part de les colònies comercials fenicies a Cadis i altres llocs, o durant l'època de Domini cartaginès. A partir de finals del segle VI, arran de la conversió dels nous monarques visigots de l'arianisme al credo de Nicea, les condicions dels jueus a Ibèria van empitjorar considerablement.  
Després de la conquesta omeia d'Hispània al regne visigot i al regne d'Astúries a principis del segle VIII, els jueus van viure sota el sistema dhimmi i es van anar arabitzant progressivament. Els jueus d'aquest estat " morisc " d'Al-Andalus van destacar especialment durant els segles X i XI, en els períodes califal i primer taifa.  Va començar l'estudi científic i filològic de la Bíblia hebrea, i la poesia profana es va escriure en hebreu per primera vegada. Alguns historiadors. identifiquen una " edat d'or de la cultura jueva a Espanya " durant l'edat mitjana europea, quan bona part de la península Ibèrica era un estat omeia " morisc " conegut en àrab com " Al-Andalus " durant el qual els jueus eren acceptats en la societat i els religiosos jueus., la vida cultural i econòmica va florir.
La naturalesa i la durada d'aquesta "Edat d'Or" ha estat debatuda, ja que hi va haver almenys tres períodes durant els quals els no musulmans van ser oprimits. Alguns estudiosos donen l'inici de l'Edat d'Or com 711–718, la conquesta musulmana d'Ibèria; altres la daten al 912, durant el govern d'Abd al-Rahman III. El seu final es dona de manera diversa com: 1031, quan va acabar el califat de Còrdova; la massacre de Granada del 1066; 1090, quan els almoràvits van envair; o a mitjans del segle XII, amb la invasió dels almohades.
Després de les invasions almoràvits i almohades, molts jueus van fugir al nord d'Àfrica i als regnes cristians ibèrics. Objectius de la violència multitudinària antisemita , els jueus que vivien als regnes cristians es van enfrontar a la persecució al llarg del segle xiv, i el 1391, qualsevol "edat d'or" havia estat eclipsada durant molt de temps.

### La "Reconquesta"
De fet el territori anomenat Al-Andalus va existir a la península Ibèrica durant set segles —710 d.C. a 1492—, des de la conquesta musulmana de la península per part del califat omeia fins a la caiguda del regne nassarita de Granada als Reis Catòlics i el decret de l'Alhambra de 1492 Gran part d'aquesta llarga història es va passar en conflicte amb els regnes del seu nord, un període batejat pels eventuals vencedors cristians com la Reconquesta o reconquesta. La batalla de Covadonga l'any 722 es considera tradicionalment l'inici de la Reconquesta.

## Situació dels jueus a l'Espanya medieval
Sota els seus governants cristians, els jueus de l'Espanya medieval estaven carregats d'impostos més alts que els seus compatriotes catòlics, i obligats a proporcionar pagaments en espècie a l'aristocràcia i l'església. A més, com els seus homòlegs a la resta d'Europa, estaven restringits a ocupacions "marginals" com la banca i les finances, particularment com a recaptadors d'impostos i com a prestadors de l'aristocràcia i l'elit de l'església, terratinents, camperols, comerciants i artesans per igual. El ressentiment contra els jueus es va unir en nous tropes d'antisemitisme econòmic : la usura i la manipulació del mercat entre ells. Les actituds es van inflamar tant per un antisemitisme oficial de l'Església amb acusacions de deicidis jueus i difamació de sang com per qualsevol factor propi de l'Espanya medieval. El 1311-12, el Concili œcuménique de Vienne va optar per negar aquelles llibertats civils als jueus musulmans d'al-Andalus encara vigents.

## Antecedents de la violència: 1350-1390

### Pere el Cruel vs. el Fratricida
Pere de Castella (30 d'agost de 1334). – 23 de març de 1369 ; conegut com "Don Pedro" i "Pere el Cruel" en la història popular) va ser rei de Castella i Lleó des de 1350 fins a 1369. Va ser excomunicat pel papa Urbà V pel seu anticlericalisme.
Mentre es va rebel·lar contra l'església, Pere es va guanyar la reputació de protector dels jueus, sobretot a la llum de les polítiques del seu germanastre, archirival i finalment: assassí i usurpador Enric de Trastàmara (13 de gener de 1334 - 29 de maig de 1379 ); conegut; com el Fratricida ). Com a rebel confessat i rival advengut de Pere, Henry va fer que les seves forces assassinessin més de 1.200 jueus el 1355 només a la província d'Astúries. Es van produir massacres addicionals el 1360 i el 1366. Henry també va ser un propagandista eficaç, i a través de seguidors influents —en particular l'ardiaca Ferrand Martínez— va acusar públicament aquell Pere d'apoderar jueus i musulmans per oprimir els cristians.
L'ascens d'Enric al tron el 1369 com a Enric II de Castella va significar que la població jueva de Castella, molt més gran, no només havia perdut la seva protecció reial de facto, sinó que també era probable que es convertís en objectius legalment sancionats per a la violència futura.
Com a rei, Enric va començar a promulgar persecucions contra els jueus com a qüestió de política a principis del seu regnat.
Per tal de pagar els mercenaris que va emprar en les seves llargues campanyes, Enric va imposar una contribució de guerra de vint mil doblons d'or a la comunitat jueva de Toledo, ja molt oprimida. Aleshores Enric va ordenar l'internament de tots els jueus de Toledo, que se'ls neguessin menjar i aigua, i la confiscació dels seus béns, per vendre'ls en una subhasta en benefici de la Corona. No obstant això, les greus dificultats financeres d'Henry el van obligar a contractar préstecs per cobrir les seves despeses. Això significava demanar préstecs als financers jueus —i ordenar als seus recaptadors d'impostos —aquells mateixos jueus— que cobrassin impostos cada cop més pesants dels seus súbdits catòlics. Va nomenar el destacat jueu Don Joseph com el seu cap de recaptador d'impostos ( contador major ), i va nomenar diversos jueus com a " agricultors dels impostos ". Don Joseph seria assassinat més tard per correligionaris rivals.
A continuació, els òrgans parlamentaris municipals de les Corts ) a Toro i a Burgos van emetre noves demandes als jueus, el 1369, 1374 i 1377 respectivament. Aquelles mesures s'harmonitzaven perfectament amb les inclinacions d'Enric cap a la persecució. Va ordenar als jueus que portéssin una insígnia groga i els va prohibir utilitzar noms cristiàs. A més, va ordenar que per als préstecs a curt termini, els deutors cristians havien de pagar només dos terços del principal, empobreix encara més els prestadors. Poc abans de la seva mort el 1379 Enric va declarar que els jueus ja no estarien permès ocupar càrrecs públics. Enric va ser succeït pel seu fill Joan I de Castella (r. 1379-1390). El fill de Joan, hereu aparent, tenia 11 anys el 1390, i només va assumir el poder com a Enric III de Castella (1379-1406) el 1393 als 13 anys. Una regència va governar en lloc d'Enric III el 1391; es disposa de molt poca informació sobre la composició i la naturalesa de la regència.

### Ardiaca Martínez
Ferrand Martínez (fl. segle XIV) va ser un clergue i ardiaca d'Écija, Andalusia i més conegut per ser l'agitador que els historiadors citen com el "primer impulsor" de les Massacres de 1391. La violència va començar a la capital andalusa de Sevilla.
Martínez va demanar la persecució dels jueus en les seves homilies i discursos, afirmant que en fer-ho obeïa el manament de Déu. Encara que Joan li va ordenar que cessés la seva incitació, Martínez va ignorar l'ordre reial així com les ordres del seu superior, el primat d'Espanya, el pare Barroso. Durant més d'una dècada, Martínez va continuar els seus atacs verbals, dient als catòlics que "expulsin els jueus... i que enderroquin les seves sinagogues ". Encara que va ser jutjat el 1388, les seves activitats no van ser controlades pel rei, encara que aquest va declarar que els jueus no havien de ser maltractats.
El punt d'inflexió es va produir quan Joan I i Barroso van morir el 1390, deixant el seu fill d'onze anys Enric III governar sota la regència de la seva mare. Martínez va continuar la seva campanya contra els jueus de Sevilla, fent una crida al clergat i al poble a destruir les sinagogues i a apoderar-se dels llibres sagrats jueus i altres objectes preciosos. Aquests fets van donar lloc a una altra ordre reial que va apartar Martínez del seu càrrec i va ordenar que les sinagogues danyades fossin reparades a costa de l'Església. Martínez, declarant que ni l'estat ni les autoritats de l'església local tenien poder sobre ell, va ignorar les ordres i va continuar fent discursos incendiaris.
Els primers disturbis antijueus van començar a Sevilla el març de 1391; la primera de les grans massacres va tenir lloc el 6 de juny.

## Violència l'any 1391
L'Ardiaca Martínez va continuar aixecant el poble contra els jueus mentre predicava que s'havien de forçar a convertir-se al catolicisme. Finalment, la violència va esclatar el 6 de juny a Sevilla quan les turbes catòliques van assassinar uns 4.000 jueus i van destruir les seves cases. Els que van escapar de la mort van ser obligats a acceptar el baptisme. Al llarg de l'any, les massacres s'estenen per tot Espanya. Aquests fets van inaugurar l'inici de les conversions massives, ja que la por s'apoderava de les comunitats jueves de la península.
Aquest patró de violència va continuar a través de més de 70 ciutats i pobles en tres mesos, ja que ciutat rere ciutat seguia l'exemple de Sevilla i els jueus s'enfrontaven o bé la conversió i el bateig o la mort, les seves cases van ser atacades i les autoritats no van fer res. aturar o prevenir la violència i el saqueig del poble jueu. A mesura que aquest fanatisme i persecució es van estendre per la resta del regne de Castella, no hi va haver cap responsabilitat pels assassinats i el saqueig de les cases jueves, i les estimacions afirmen que hi va haver 50.000 víctimes (tot i que és probable que aquesta xifra fos exagerada).

### Violència a la corona d'Aragó
Aquesta turba religiosa es va estendre a Aragó, ja que les autoritats no van poder fer res per evitar el mateix patró d'espoli, assassinat i fanatisme (tot i que no va quedar totalment impune). Uns 100.000 jueus d'Aragó es van convertir en lloc d'enfrontar-se a la mort o intentar fugir.
Corona d'Aragó. El 28 de juny, la reina Violant de Bar va ordenar als funcionaris de la ciutat que protegissin especialment els jueus. Tanmateix, la situació va continuar augmentant i al juliol, el príncep Martí (germà del rei Joan I ) va ser encarregat de protegir els jueus de la persecució. Martin va fer instal·lar una forca fora de l'àrea jueva com una amenaça per a aquells que estarien inclinats a atacar els jueus, una vigilància addicional per a la seguretat i els clamors van proclamar que els jueus estaven sota la protecció de la corona; el 6 de juliol la Corona va ordenar que cessin els pregoners.
Les turbes catòliques van començar a actuar el 9 de juliol, començant amb multituds llançant pedres als guàrdies reials i, en contra de les demandes explícites de Martín, van començar a atacar els jueus amb armes improvisades. Aleshores, la multitud va començar a cometre assassinats, violacions massives i saquejos. El príncep Martin va registrar que la multitud va assassinar uns 2.300 jueus d'una comunitat de 2.500 i va obligar els aproximadament 200 jueus que van sobreviure a la massacre a convertir-se.
L'ardiaca Martin va declarar que la violència era com un judici de Déu contra els jueus; El rei Joan va ser present a l'atac intentant evitar-lo. El rei Joan va criticar els càstigs mínims del seu germà per una desobediència tan descarada a la corona, i va dir que hauria matat entre tres-centes i quatre-centes persones, però ara han de suspendre la llei i complir el càstig sols.
En total, uns 11.000 jueus a València es van convertir en lloc d'enfrontar-se a la mort o l'expulsió.

## Pogrom de Barcelona
La destrucció del call de Barcelona cal situar-la en un context de crisi a l'època medieval baixa, el qual serví d'excusa per exacerbar un antisemitisme ja latent en les societats cristianes. En el discurs públic religiós cada cop es generalitzava més la idea d'eliminar per sempre més el col·lectiu jueu dins de la civilització cristiana.
Aquell any 1391 ja s'havien produït a la península dos assalts sonats que incitaren els ànims a Barcelona. El 4 de juny la turba havia destruït per complet la jueria de Sevilla, fet que significà el tret de sortida per l'assassinat en massa de jueus a les ciutats del regne de Castella. I el 9 de juliol la fúria popular va saquejar el call de València fins que la majoria dels seus habitants accediren a passar-se al cristianisme.
Vista la violència creixent de la gent, el 17 de juliol el Consell de Cent va decidir de tenir a punt mil homes armats per protegir el call barceloní i els oficials reials de qualsevol atac. Fins i tot els dies 22, 23 i 25 diversos ciutadans honrats, comerciants i menestrals armats van fer guàrdia davant de la casa de la ciutat. El dia 2 d'agost es va assaltar el call de Ciutat de Mallorca, i aquest fou el detonant del pogrom barceloní.
El 5 d'agost de 1391, dia en què es celebrava Sant Domènec, fou assaltada i destruïda el call o call de Barcelona, que per a l'època comptava amb el 15 % del total de la població de la ciutat ( Benjamí de Tudela, al seu pas per la ciutat al segle xi, la va descriure com una comunitat santa d'homes savis i prudents i grans prínceps ). Es van produir unes 300 morts. Les cinc sinagogues del call, juntament amb tots els béns de la comunitat jueva, van passar a ser propietat del rei.
A partir de les conversions, els afectats van poder ocupar càrrecs que anteriorment els estaven prohibits per ser jueus.

## Zones lliures de revoltes
S'ha assenyalat la menor intensitat de les revoltes en la difusió cap a altres punts una vegada aconseguits Ciudad Real, Toledo i Madrid. Illescas, Ocaña o Torrijos van patir danys menys greus. Altres poblacions de la zona central amb notables calls no sembla que patissin disturbis, com Maqueda, Talavera de la Reina, Alcalá d'Henares, Guadalajara, Hita, Uceda, Buitrago , Mondèjar, Pastrana, Almoguera, Zorita, Tendilla Arquebisbe, Covenya o Torija. S'ha atribuït aquesta circumstància a la subjecció d'aquests calls a senyors poderosos, com l'arquebisbat de Toledo, l'Ordre de Calatrava i la Casa de l'Infantat.
Pel que fa a la Corona d'Aragó, mentre que les comunitats jueves de Barcelona, València i Mallorca es van veure molt afectades (s'arriba a dir que "van desaparèixer"), la de Saragossa fins i tot va prosperar, passant de 300 famílies el 1369 a 350 al començament del segle xv.

## Conseqüències
Abans de la massacre de 1391, només s'havien produït a la península ibèrica casos aïllats de conversió voluntària dels jueus al catolicisme. Alguns jueus convertis van guanyar notorietat com a polemistes cristians, però aquests casos eren excepcionals. El nombre total de conversions va romandre insignificant i va tenir poc efecte en la relació catòlica-jueva.
Després de la massacre de 1391, molts més jueus van començar a convertir-se al catolicisme, donant lloc a una important població marrano. Entre els conversos van persistir forts llaços culturals, familiars i ideològics jueus. Les autoritats rabíniques, classificant els conversos com anusims o " forçats ", van afirmar la seva identitat jueva continuada malgrat la conversió. La prevalença del criptojudaisme entre els conversos va complicar encara més les percepcions catòliques, alimentant la desconfiança i la gelosia cap a aquest grup. Els espanyols de famílies tradicionalment catòliques s'autodenominaven "vells catòlics", destacant encara més els conversos. Les dècades següents van ser testimoni d'un creixement de mesures anticonversos i d'esclats violents, que van culminar amb l'expulsió total dels jueus d'Espanya 100 anys després de la massacre, el 1492.

## Jueus sefardites
El pogrom de 1391 va provocar una gran onada emigratòria, tant dins de la península ibèrica (al principi, en direcció a Portugal ) com fora d'ella (posteriorment, cap al nord d'Àfrica ) ia localitats avui turques, com Istanbul o Esmirna (Font: 'Els sefardites', per José Meir Estrugo).
Entre els que van protagonitzar aquesta emigració es troba la família Abravanel, que va emigrar de Sevilla a Portugal després de la conversió forçada el 1391 de Samuel Abravanel. Entre els emigrants al Magrib es troba el rabí Isaac ben Sheshet Perfet -conegut pel seu acrònim Ribash (ריב"ש)-, una autoritat talmúdica i una de les principals autoritats rabíniques medievals sefardites. Els emigrants espanyols jueus van tenir una gran influència a les comunitats jueves del nord d'Àfrica i van causar un renaixement cultural entre els jueus de la zona.
El terme " jueus sefardites " o "sefardites" és l'etnònim jueu dels jueus espanyols i portuguesos que es van veure obligats a convertir-se al catolicisme o s'enfrontaven a l'expulsió d'Espanya després del Decret de l'Alhambra. El nom "sefardita" prové de la paraula hebrea per a Espanya: Sefarad. La gran majoria de conversos es va quedar a Espanya i Portugal, i els seus descendents, que són milions, viuen en aquests dos països 100.000-300.000 jueus van abandonar Espanya després de 1492 (les estimacions varien) i es van establir a diferents parts d'Europa i el Magrib, mentre que alguns van emigrar fins al subcontinent indi, la majoria dels quals van revertir. Molts es van establir a diferents llocs de l'Imperi Otomà, inclent el Magrib (on la comunitat era coneguda com Megorashim ) i al Pròxim Orient a instàncies del sultà Bayezid II. Factors tant interns com externs a la cultura sefardita van donar lloc a una continuïtat de la tradició i la presència d'una població sefardita substancial a tot el món al segle XXI, fins i tot als Estats Units. Els jueus sefardites són una de les principals divisions ètniques jueves, juntament amb els seus homòlegs Ashkenazi i Mizrahi.
L'historiador Yoel Marciano ha argumentat que les conversions forçades van contribuir al ressorgiment dels estudis de càbala entre la població sefardita d'Espanya a principis del segle XV i a la diàspora després de l'expulsió.
" Sefardita Bnei Anusim " és un terme modern per als descendents contemporanis dels conversos originals.